# Frederick Temple (archevêque)
Pour les articles homonymes, voir Frederick Temple.
Frederick Temple (30 novembre 1821 – 23 décembre 1902) est un ecclésiastique britannique, et le quatre-vingt-quinzième archevêque de Canterbury. Son second fils William occupe également ce poste quelques années plus tard. Il préside la quatrième conférence de Lambeth en 1897 et couronne le roi Édouard VII du Royaume-Uni en 1901.

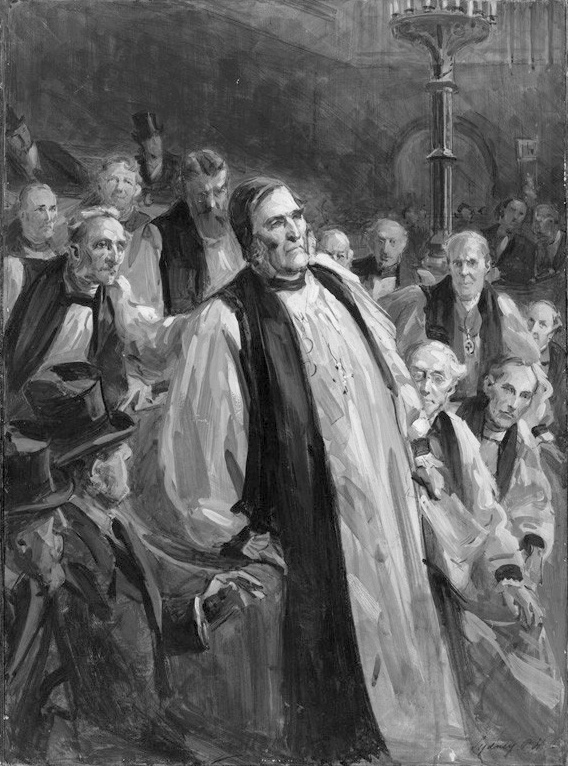
Durant un discours devant la chambre des Lords, début décembre 1902, Frederick Temple fut pris d'un malaise. Suffisamment remis pour terminer son discours, il ne récupéra cependant jamais complètement et décéda le 23 du même mois. Ce tableau le dépeint en train de défaillir.